# Geham-Nationalpark
Der Geham-Nationalpark (englisch Geham National Park) ist ein 22 Hektar großer Nationalpark in Queensland, Australien.

## Lage
Er liegt in der Region Darling Downs etwa 100 Kilometer westlich von Brisbane und 250 Kilometer südlich von Hervey Bay. Die nächstgelegene Stadt ist Toowoomba. Von hier erreicht man den Park über den New England Highway Richtung Norden. Nach etwa 20 Kilometern, zwischen den beiden Orten Geham und Hampton, zweigt die Aberdein Road nach Südosten in den Park ab. Es gibt keine Besuchereinrichtungen.
In der Nachbarschaft liegen die Nationalparks Lockyer,  Hampton, Ravensbourne und Crows-Nest.

## Flora
Der Nationalpark schützt einen kleinen Flecken Primärwald aus Sydney Blue Gums (Eucalyptus saligna), Blackbutts (Eucalyptus pilularis) und Tallowwood (Eucalyptus microcorys).
Im Unterholz finden sich Farne, Sandelholzgewächse, zum Beispiel die Heimische Kirsche (Exocarpos cupressiformis), Nachtschatten und Orchideen.